# Équipe de Bosnie-Herzégovine des moins de 17 ans de football
Maillots
L'Équipe de Bosnie-Herzégovine de football des moins de 17 ans représente la Bosnie-Herzégovine lors des compétitions internationales de football moins de 17 ans. Elle est administrée par la Fédération de football de Bosnie-Herzégovine.

## Parcours au Championnat d'Europe des moins de 17 ans
- 2002 : Non qualifiée
- 2003 : Non qualifiée
- 2004 : Non qualifiée
- 2005 : Non qualifiée
- 2006 : Non qualifiée
- 2007 : Non qualifiée
- 2008 : Non qualifiée
- 2009 : Non qualifiée
- 2010 : Non qualifiée
- 2011 : Non qualifiée
- 2012 : Non qualifiée
- 2013 : Non qualifiée
- 2014 : Non qualifiée
- 2015 : Non qualifiée
- 2016 : 1er tour
- 2017 : 1er tour
- 2018 : 1er tour
- 2019 : Non qualifiée
- 2020 - 2021 : Éditions annulées
- 2022 : Non qualifiée
- 2023 : Non qualifiée

## Qualifications pour l'Euro 2014

### Premier tour
| Rang                                | Équipe             | Pts | J | G | N | P | Bp | Bc | Diff |
| ----------------------------------- | ------------------ | --- | - | - | - | - | -- | -- | ---- |
| 1                                   | Portugal           | 9   | 3 | 3 | 0 | 0 | 5  | 1  | +4   |
| 2                                   | Bosnie-Herzégovine | 4   | 3 | 1 | 1 | 1 | 2  | 2  | 0    |
| 3                                   | Croatie            | 3   | 3 | 1 | 0 | 2 | 1  | 3  | -2   |
| 4                                   | Monténégro         | 1   | 3 | 0 | 1 | 2 | 1  | 3  | -2   |
| Qualification pour le deuxième tour |                    |     |   |   |   |   |    |    |      |

| 1er match                          | Portugal             | 2 - 0   | Bosnie-Herzégovine | Stade Asim Ferhatović Hase, Sarajevo      |                                           |
| Mardi 8 octobre 2013 15:00 (UTC+1) | Sambu 9e · Sambu 16e | (2 - 0) | 46e Osmanković     | Arbitrage : Mads-Kristoffer Kristoffersen | Arbitrage : Mads-Kristoffer Kristoffersen |
| Mardi 8 octobre 2013 15:00 (UTC+1) | Rapport              |         |                    | Arbitrage : Mads-Kristoffer Kristoffersen | Arbitrage : Mads-Kristoffer Kristoffersen |

| 2e match                            | Croatie                 | 0 - 2   | Bosnie-Herzégovine                                                    | Stade Asim Ferhatović Hase, Sarajevo |                             |
| Jeudi 10 octobre 2013 15:00 (UTC+1) | Brodić 33e · Sosa 80+3e | (0 - 1) | 12e Gojak · 76e Lelić · 34e Todorović · 74e Gljiva · 74e Mustedanagić | Arbitrage : Alexandr Aliyev          | Arbitrage : Alexandr Aliyev |
| Jeudi 10 octobre 2013 15:00 (UTC+1) | Rapport                 |         |                                                                       | Arbitrage : Alexandr Aliyev          | Arbitrage : Alexandr Aliyev |

| 3e match                               | Bosnie-Herzégovine | 0 - 0   | Monténégro                   | Slavija Stadium, Istočno Sarajevo |                             |
| Dimanche 13 octobre 2013 15:00 (UTC+1) | Čorović 63e        | (0 - 0) | 32e Vukčević · 80+1e Popović | Arbitrage : Alexandr Aliyev       | Arbitrage : Alexandr Aliyev |
| Dimanche 13 octobre 2013 15:00 (UTC+1) | Rapport            |         |                              | Arbitrage : Alexandr Aliyev       | Arbitrage : Alexandr Aliyev |

### Deuxième tour
| Rang                                   | Équipe             | Pts | J | G | N | P | Bp | Bc | Diff |
| -------------------------------------- | ------------------ | --- | - | - | - | - | -- | -- | ---- |
| 1                                      | Écosse             | 9   | 3 | 3 | 0 | 0 | 6  | 1  | +5   |
| 2                                      | Bosnie-Herzégovine | 6   | 3 | 2 | 0 | 1 | 4  | 2  | +2   |
| 3                                      | Roumanie           | 1   | 3 | 0 | 1 | 2 | 0  | 2  | -2   |
| 4                                      | Belgique           | 1   | 3 | 0 | 1 | 2 | 1  | 6  | -5   |
| Qualification pour la phase de groupes |                    |     |   |   |   |   |    |    |      |

| 1er match                        | Écosse                                            | 2 - 0   | Bosnie-Herzégovine      | Rugby Park, Kilmarnock     |                            |
| Lundi 24 mars 2014 19:00 (UTC+1) | Lang 21e · Wighton 52e · Thomson 40+2e · Lang 56e | (1 - 0) | 27e Čorović · 32e Lelić | Arbitrage : Tvetan Krastev | Arbitrage : Tvetan Krastev |
| Lundi 24 mars 2014 19:00 (UTC+1) | Rapport                                           |         |                         | Arbitrage : Tvetan Krastev | Arbitrage : Tvetan Krastev |

| 2e match                            | Roumanie   | 0 - 1   | Bosnie-Herzégovine                                                 | Somerset Park, Ayr           |                              |
| Mercredi 26 mars 2014 13:00 (UTC+1) | Stoica 16e | (0 - 0) | 55e Gojak · 7e Gljiva · 58e Osmanković · 80+1e Herić · 80+5e Herić | Arbitrage : Ville Nevalainen | Arbitrage : Ville Nevalainen |
| Mercredi 26 mars 2014 13:00 (UTC+1) | Rapport    |         |                                                                    | Arbitrage : Ville Nevalainen | Arbitrage : Ville Nevalainen |

| 3e match                          | Bosnie-Herzégovine                                              | 3 - 0   | Belgique              | Cappielow Park, Greenock     |                              |
| Samedi 29 mars 2014 16:00 (UTC+1) | Gojak 6e · Kremenović 56e · Gojak 69e · Čorović 33e · Šarić 73e | (1 - 0) | 39e Morias · 60e Faes | Arbitrage : Ville Nevalainen | Arbitrage : Ville Nevalainen |
| Samedi 29 mars 2014 16:00 (UTC+1) | Rapport                                                         |         |                       | Arbitrage : Ville Nevalainen | Arbitrage : Ville Nevalainen |